# Albatros (nakladatelství)
Nakladatelství Albatros je české nakladatelství, které se soustřeďuje na vydávání knih pro děti a mládež. Založeno bylo v roce 1949, přičemž do roku 1969 působilo pod původním názvem Státní nakladatelství dětské knihy (SNDK). Je od roku 2009 součástí mediální společnosti Albatros Media.

## Historie
Pod názvem SNDK (Státní nakladatelství dětské knihy) vzniklo ve vlně znárodňování a slučování soukromých podniků po Únoru 1948 dne 15. dubna 1949. Začalo s produkcí podle sovětských vzorů. Jeho prvním ředitelem byl jmenován Václav Netušil. V roce 1952 nastoupil nový šéfredaktor Karel Nový, který zahájil změnu v edičních plánech. V roce 1956 se stal ředitelem Bohumil Říha a šéfredaktorem Václav Stejskal a nakladatelství získalo pro svou činnost mnoho kvalitních autorů a překladatelů.
V roce 1964 bylo jedním ze sedmi spoluzakladatelů Veletrhu dětské knihy v Bologni a téhož roku založilo v Československu Klub mladých čtenářů. Název Albatros přijalo v roce 1969, kdy také přesídlilo do nové budovy na nároží Národní třídy a ulice Na Perštýně, kterou pak muselo opustit po téměř třiceti letech.
Jako jedno z mála velkých státních předlistopadových nakladatelství přežilo privatizaci a tržní transformaci po roce 1989. V roce 1998 se stalo součástí holdingu Bonton a.s. jako jeho dceřiná společnost, o 10 let později jej Bonton prodal, v roce 2008 se vlastníkem stala společnost Narcia Consulting a.s. a o rok později vznikla společnost Albatros Media. Ústředí Albatrosu sídlí v Praze-Nuslích.

## Produkce
Za 60 let své existence (1949–2009) nakladatelství SNDK / Albatros vydalo[kdy?] zhruba 10 000 titulů v nákladu 350 milionů výtisků. Po roce 2000 začalo některé tituly vydávat v elektronické formě na CD.
Nakladatelství Albatros k roku 2023 na svém webu uvádí, že vydává cca 150 knížek ročně a soustředí se na původní i překladovou literaturu především pro děti od 2 do 12 let. Široké autorské i žánrové spektrum nabízí vedle zavedených autorů a ilustrátorů (např. Václav Čtvrtek, Hana Doskočilová, Jaroslav Foglar, Josef Lada, Ondřej Sekora, Jan Werich, Jiří Žáček; Adolf Born, Zdeněk Burian, Jan Fischer, Zdeněk Miler, Helena Zmatlíková aj.) a evergreenů jako např. leporelo Polámal se mraveneček, příběhy s Krtkem, Mikeš, Malý princ, Děti z Bullerbynu apod. také současné autory české i zahraniční (Petra Braunová, Ivona Březinová, Alena Ježková, Radek Malý; Jindra Čapek, Renáta Fučíková, František Skála; Eoin Colfer, Jostein Gaarder, dvojice René Goscinny – J-J. Sempé, Darren Shan, Jenny Nimmová, Hergé atd.).
Albatros je dlouhodobým exkluzivním vydavatelem knížek Astrid Lindgrenové a příběhů Harryho Pottera J. K. Rowlingové pro území České republiky, některé knihy vydává také ve slovenštině. Nabízí leporela pro nejmenší přes poezii, pohádky, knížky pro začínající čtenáře, literaturu populárně-naučnou a vzdělávací, fantasy, detektivní příběhy a komiksy.

## Edice
- Knihy odvahy a dobrodružství (KOD), v letech 1954–2012, 211 číslovaných titulů, mnohé v opakovaném nákladu. Typickým znakem je tvrdý, lesklý, celobarevný přebal, 4 (později 3) černé pruhy na hřbetě a ilustrace na titulní straně.
- Karavana, malý formát 41 číslovaných titulů z let 1958–1968
- Střelka, pro menší děti, vázané knihy A5 s tvrdými deskami a papírovým přebalem. Jednotným znakem všech knih je symbolický terč na zadní straně, pouze jméno autora na hřbetu knihy a titul psán pouze v záhlaví přední strany proloženými kapitálkami. Celkem 172 titulů, asi v letech 1969–1991[4]
- Karavana, sešity, přes 300 titulů v letech 1967–1989
- Podivuhodné cesty, vesměs tituly od J. Verna, 29 svazků
- OKO, od roku 1961, malé vázané knihy, přes 100 titulů, naučné až encyklopedické
- Karneval, nová edice od roku 2004